# イピリムマブ
イピリムマブ（Ipilimumab）は、CTLA-4を標的としたモノクローナル抗体で、免疫系の抑制解除による抗癌作用を狙った医薬品である。商品名ヤーボイ。開発コードMDX-010、MDX-101。
細胞傷害性T細胞（CTL）は癌細胞を認識し破壊する能力を持つが、それを抑制するメカニズムが存在する。イピリムマブはそのメカニズムを解除して、CTLの機能を発揮させる。
イピリムマブは皮膚癌の一種である悪性黒色腫の治療薬として2011年に米国FDAに承認された。欧州では2011年7月に、英国で2012年11月に、日本では2015年7月に承認を取得した。
非小細胞肺癌（NSCLC）および小細胞肺癌（SCLC）、膀胱癌、転移性ホルモン治療抵抗性前立腺癌に対する治験が進行中である。

## 効能・効果
- 根治切除不能な悪性黒色腫
- 根治切除不能または転移性の腎細胞癌
- がん化学療法後に増悪した治癒切除不能な進行・再発の高頻度マイクロサテライト不安定性（MSI-High）を有する結腸癌・直腸癌
- 切除不能な進行・再発の非小細胞肺癌
- 切除不能な進行・再発の悪性胸膜中皮腫
- 根治切除不能な進行・再発の食道癌

米国では、進行性または手術不能の後期悪性黒色腫に対して承認された。2012年2月、カナダ保健省は「他の全身療法が無効または不忍容の切除不能の進行悪性黒色腫」に対して承認した。欧州では転移を有する悪性黒色腫のセカンドライン治療薬として承認された。

## 副作用
添付文書に記載されている重大な副作用として、
- 大腸炎（7%）、消化管穿孔（1%）、重度の下痢（4%）
- 肝不全（<1%）、ALT（GPT）上昇（3%）、AST（GOT）上昇（3%）
- 中毒性表皮壊死融解症（Toxic Epidermal Necrolysis：TEN）（<1%）、好酸球増加と全身症状を伴う薬物反応（DRESS）などの重度の皮膚障害
- 下垂体炎（1%）、下垂体機能低下症（2%）、甲状腺機能低下症（1%）、副腎機能不全（1%）、末梢神経障害（ギラン・バレー症候群など）（<1%）、腎不全（1%）、間質性肺疾患（急性呼吸窮迫症候群（<1%）、肺臓炎（<1%）など）、インフュージョンリアクション（1%）

が挙げられる。
イピリムマブでの治療はT細胞の活性化および増殖による重篤で時に致死的な副作用を伴う。重篤な副作用は多くの場合消化器で発生する。腹痛、腹部膨満、便秘、下痢などである。そのほか、発熱、呼吸困難、排尿困難も発生する。リスク評価・リスク緩和戦略（REMS）に起き得る副作用について記載されている。

### 警告
重篤な下痢、大腸炎、消化管穿孔が現れることがある。投与数か月後に発現して死亡した症例も報告されているので、投与中だけでなく投与終了後も観察を充分に行う必要がある。

## 相互作用
イピリムマブはレフルノミドやベムラフェニブと併用すると肝毒性を生じる。副腎皮質ホルモンの予防的全身投与が有効であるが、ステロイドの投与はイピリムマブの免疫関連副作用の原因となる。抗凝固薬を投与中の場合は、消化管出血のリスクが増加するので定期的に観察する必要がある。

## 作用機序
T細胞はがん細胞を認識し破壊することができるが、生体に備わる過剰な免疫応答への抑制機構により、しばしば充分な抗腫瘍活性を示すことができない。イピリムマブはこの抑制機構を解除して抗腫瘍作用を発揮させる。
一般にがん細胞は正常細胞にはない変異タンパク質を発現しているため、免疫系はこの変異タンパク質に由来するがん細胞特異的な抗原（腫瘍抗原）を利用することで、がん細胞を識別・排除することが可能である。樹状細胞は腫瘍抗原を認識し、がん細胞を同定するための目印としてリンパ節で細胞傷害性T細胞（CTL）に提示し、同じ抗原を発現するがん細胞を排除（抗腫瘍免疫応答）するよう指示を与える。抗原提示の際、樹状細胞は抗原の他に補助刺激分子B7（CD80、CD86）を介してCTLのもつB7受容体（CD28）を刺激し、CTLを活性化する(初回刺激、priming)。刺激を受けたCTLは続いてCD28よりもB7に約20倍強く結合する別のB7受容体、細胞傷害性Tリンパ球抗原4（CTLA-4）を発現し、CTLの活性化を抑制するシグナルを伝達することで過剰な活性化を防ぐ。
また免疫系には、自己抗原を提示する正常細胞が誤って傷害されないよう免疫寛容と呼ばれる機構がはたらいており、末梢での免疫寛容には制御性T細胞が中心的な役割を担う。腫瘍細胞といえども提示する抗原の多くは正常な自己抗原であるため、制御性T細胞は自己に対する免疫寛容を維持すると同時に、腫瘍に対する免疫監視機構に対してもかえって阻害的にはたらくことがある。CTLA-4は末梢での免疫寛容に関わる制御性T細胞で常に高発現している。制御性T細胞の発現するCTLA-4は、樹状細胞のB7を“差し押さえ”てCTLのCD28とあまり結合できないようにし、CTLのprimingを抑制することで、やはり過剰な免疫応答の抑制に関与している。
イピリムマブはCTLA-4に結合してCTLに対する抑制性のシグナルを遮断するので、primingや末梢免疫寛容における免疫抑制の解除により抗腫瘍免疫活性を増強する。
こうした作用機序から、イピリムマブでは用量増加などにより抗腫瘍効果よりも自己免疫反応などの副作用が増強されることがある。

## 臨床試験
2000年代に、悪性黒色腫、腎細胞癌、前立腺癌、尿路上皮癌、卵巣癌に対するイピリムマブの臨床試験が実施された。2007年までに、2種類の完全ヒト抗CTLA-4モノクローナル抗体の臨床試験が実施されている。IgG1のイピリムマブとIgG2のトレメリムマブである。患者の2割は生存期間が4年以上であり、10年を超える患者も居る。

### 悪性黒色腫
2007年12月、イピリムマブの悪性黒色腫に対する臨床試験3本の結果が公表された。これらの試験には487名の進行皮膚癌患者が登録された。試験の内1つは155名の患者で実施されたが、奏効率が10.0%以上との当初の目標に届かなかった。副作用は潮紅、下痢、肝炎であった。
2010年に公表されたイピリムマブとgp100（ペプチドワクチン）の比較試験の結果は、中央生存期間がイピリムマブ群で10な月 vs. gp100群で6か月であった（n=676）。1年生存率はイピリムマブ群で46%、gp100群で25%、両治療を受けた群で44%であった。第III相比較臨床試験の対照群は型破りなものであり議論を呼んだ。通常は偽薬または標準治療が採用されるが、同試験ではイピリムマブ単剤と（実験的薬剤である）gp100単剤、ならびにイピリムマブ・gp100併用群が設定された。イピリムマブ単剤群の生存率はgp100単剤より高かったが、gp100の毒性のため、対照群が充分に効果を発揮したか否かは明らかではない。

### 前立腺癌
2008年から2009年にかけて、転移を有するホルモン治療抵抗性前立腺癌（HRPC）に対する第I/II相用量漸増臨床試験が実施された。進行性前立腺癌患者の一部では腫瘍が劇的に縮小し、次の臨床試験が実施されることとなった。
2009年6月、イピリムマブの第II相臨床試験に参加した患者2人で、手術不能であった状態から切除可能な程度まで腫瘍が縮小し、切除後寛解が続いていると発表された。この発表はしかし、時期尚早でやや不正確であると批判された。臨床試験はいまだ早期の段階であり、また患者に施された他の治療が腫瘍縮小をもたらしたとも考えられた。イピリムマブの特徴について何かを述べるのはいまだ早すぎる。

### 肺癌
小細胞肺癌または非小細胞肺癌を対象に、カルボプラチン系化学療法へのイピリムマブの上乗せ効果（同時併用または逐次使用）を確認する第II相臨床試験が実施された。小細胞肺癌（n=130）では、irPFS（免疫製剤を評価するために改変された無増悪生存期間）は偽薬群5.26か月に対して同時併用群5.68か月（p=0.11）、逐次使用群6.44か月（p=0.03）であった。また非小細胞癌（n=204）では、irPFSは偽薬群4.6か月に対して同時併用群5.5か月（p=0.13）、逐次使用群5.7か月（p=0.05）であった。非小細胞癌の逐次使用群の内、特に扁平上皮癌で結果が良好である傾向が得られている。

## 併用臨床試験

### 進行悪性黒色腫
2014年3月、進行悪性黒色腫に対するイピリムマブとバビツキシマブ（ホスファチジルセリンを標的とした免疫治療剤）の非盲検無作為化比較試験が開始された。症例数はイピリムマブ＋バビツキシマブ群は16例、イピリムマブ単剤群は8例が予定されている。試験は2016年に完了する見込みである。前臨床試験では、ホスファチジルセリンに作用する抗体は、抗CTLA-4抗体や抗PD-1抗体の作用を増強することが示されている。腫瘍の増殖阻害は免疫細胞の腫瘍内部への浸潤ならびに適応免疫と相関している。これらの併用は、全身性の免疫活性化による副作用を示すことなく、局所的に強い抗腫瘍活性を誘導すると期待される。

## 開発
1987年にマウスでCTLA-4がクローニングされてから直ぐに、それがヒトのCD28と相同であることが判明した。CD28は当時は「T細胞共刺激因子」としてT細胞の活性化に重要な分子であることが知られるようになったばかりであった。イピリムマブを産み出した抗CTLA-4遮断薬は、CTLA-4のT細胞抑制効果の研究により見出された。その一連の研究では、T細胞でのCTLA-4シグナルがT細胞の反応を抑制することが示された。またCTLA-4を遮断することでワクチンやスーパー抗原に対するT細胞の応答が増強されることがマウスの実験で明らかとなった。腫瘍モデルでも実験が実施され、対照群に比べて腫瘍の成長が著明に遅いことが明らかにされた。
一方で、CD28とCTLA-4の相同性が研究され、抗CTLA-4抗体の効果がin vitro で示された。また予防接種の研究で、抗CTLA-4抗体の効果がin vivo でも示されたが、腫瘍生物学の分野では効果が認められなかった。その3年前、CD28と同等の作用を持つ分子が「共刺激因子」であるとの知見が得られていたがその研究はCTLA-4を標的とした癌治療を目的としたものではなかった。